# Mario Barczyk
Mario Barczyk (* 16. Februar 1970) ist ein ehemaliger deutscher Fußballspieler.
Barczyk, der in der Jugend unter anderem für den BFC Dynamo spielte, begann seine Karriere im Seniorenbereich bei der Spvgg 07 Ludwigsburg. 1991 wechselte er zum SC Freiburg, für den er in der Saison 1991/92 13 Zweitligaspiele absolvierte. Später wurde er unter anderem langjähriger Spielertrainer beim TSV 1878 Schlieben.

## Erfolge
- Deutscher Vizeamateurmeister 1991